# Кам'янка-Бузька міська рада
| Кам'янка-Бузька міська рада — орган місцевого самоврядування у Кам'янка-Бузькому районі Львівської області з адміністративним центром у м. Кам'янка-Бузька. Історична дата утворення: в 1944 році. Водоймища на території, підпорядкованій даній раді: річки Західний Буг, Кам'янка. Міській раді підпорядковані населені пункти: - м. Кам'янка-Бузька - с. Забужжя - с. Тадані |

## Склад ради
Рада складається з 30 депутатів та голови.

### Керівний склад ради
| ПІБ                       | Основні відомості                                                                       | Дата обрання | Дата звільнення |
| ------------------------- | --------------------------------------------------------------------------------------- | ------------ | --------------- |
| Владика Михайло Юліанович | Міський голова, 1967 року народження, освіта, член Всеукраїнського об'єднання «Свобода» | 26.03.2006   | 31.10.2010      |
| Омелян Олег Ярославович   | Міський голова, 1964 року народження, освіта вища, безпартійний                         | 31.10.2010   |                 |

Примітка: таблиця складена за даними джерела